# Carney Chukwuemeka
Carney Chibueze Chukwuemeka (Eisenstadt, 20 de outubro de 2003) é um futebolista profissional inglês que atua como meio-campista. Atualmente joga pelo Borussia Dortmund, emprestado pelo Chelsea.
Formado nas academias do Northampton Town e Aston Villa, Chukwuemeka estreou-se pela equipa principal dos Villans em 2021. Em 2022, assinou pelo Chelsea. Nascido na Áustria, de pais nigerianos, internacionalmente Carney representa os escalões jovens de Inglaterra.

## Carreira

### Aston Villa
Chukwuemeka trocou a academia do Northampton Town pela do Aston Villa em março de 2016. Em julho de 2020, assinou o seu primeiro contrato profissional pelo Villa.
A 19 de maio de 2021, Chukwuemeka fez a sua estreia pela equipa principal, frente ao Tottenham Hotspur, entrando aos 89 minutos de jogo e rematando ao poste pouco depois; o Aston Villa venceu por 2–1. Quatro dias depois, foi eleito Jogador da Academia da Temporada do Villa em 2020–21. No dia seguinte, Carney foi titular pelos Sub-18 do Aston Villa na final da FA Youth Cup, ajudando a equipa a vencer os Sub-18 do Liverpool por 2–1, conquistando o troféu.
A 24 de agosto de 2021, Chukwuemeka fez o seu primeiro jogo a titular pela equipa principal do Aston Villa, numa vitória por 6–0 sobre o Barrow, na 2ª ronda da EFL Cup. Quatro dias depois, foi pela primeira vez titular na Premier League, num empate por 1–1 frente ao Brentford; Paul Merson, ex-futebolista e comentador, descreveu a sua performance como "excelente", acrescentando que o jovem "será uma estrela absoluta".

### Chelsea
Em 2 de agosto de 2022, foi anunciada a transferência de Chukwuemeka para o Chelsea, num negócio avaliado em cerca de 20 milhões de libras. Dois dias depois, o jovem assinou um contrato de 6 anos pelos Blues.

### Borussia Dortmund
No dia 3 de fevereiro de 2025, o Borussia Dortmund anunciou a chegada do atacante Carney Chukwuemeka, por empréstimo até o fim da temporada.

## Carreira Internacional
Chukwuemeka é elegível para representar as seleções da Áustria, Inglaterra e Nigéria.
Em outubro de 2019, Carney fez 2 jogos pela Seleção Inglesa Sub-17. A 29 de março de 2021, fez a sua estreia pelos Sub-18 de Inglaterra, numa vitória por 2–0 sobre o País de Gales.
A 2 de setembro de 2021, Chukwuemeka fez a sua estreia pela Seleção Inglesa Sub-19, sendo capitão da equipa numa vitória por 2–0 sobre Itália, em St. George's Park. A 10 de novembro, marcou o seu primeiro golo pelos Sub-19, numa vitória por 4–0 sobre Andorra, numa partida de qualificação para o Euro Sub-19 de 2022.
A 17 de junho de 2022, Chukwuemeka foi convocado por Inglaterra para o Euro Sub-19 de 2022. Carney Carney foi titular em todos os jogos do torneio, marcando em partidas da fase de grupos contra Áustria e Sérvia. A 1 de julho, marcou o 2º golo dos ingleses na final, numa vitória por 3–1 (após prolongamento) sobre Israel. Chukwuemeka foi incluído na Equipa do Torneio da UEFA.
A 21 de setembro de 2022, Carney fez a sua estreia pelos Sub-20 ingleses, numa vitória por 3–0 sobre o Chile, na Pinatar Arena.
A 10 de maio de 2023, Chukwuemeka foi convocado para o Mundial Sub-20 de 2023. No entanto, só se juntou à equipa após o fim da temporada do Chelsea, o que o levou a falhar toda a fase de grupos.

## Vida Pessoal
Chukwuemeka é descendente de Igbos. Nasceu na Áustria, filho de pais nigerianos. Posteriormente, mudou-se e cresceu em Northampton, na Inglaterra.
O seu irmão mais velho, Caleb Chukwuemeka, joga no Aston Villa.
Cairney e o seu irmão frequentaram a Northampton School for Boys.

## Estatísticas de Carreira
- Atualizado até 28 de maio de 2023[26]

| Clube              | Temporada         | Campeonato        | Campeonato | Campeonato | FA Cup | FA Cup | EFL Cup | EFL Cup | Competições Europeias | Competições Europeias | Outros | Outros | Total | Total |
| Clube              | Temporada         | Divisão           | Jogos      | Golos      | Jogos  | Golos  | Jogos   | Golos   | Jogos                 | Golos                 | Jogos  | Golos  | Jogos | Golos |
| ------------------ | ----------------- | ----------------- | ---------- | ---------- | ------ | ------ | ------- | ------- | --------------------- | --------------------- | ------ | ------ | ----- | ----- |
| Aston Villa Sub-21 | 2020–21           | —                 | —          | —          | —      | —      | —       | —       | —                     | —                     | 2      | 0      | 2     | 0     |
| Aston Villa Sub-21 | 2021–22           | —                 | —          | —          | —      | —      | —       | —       | —                     | —                     | 2      | 0      | 2     | 0     |
| Aston Villa Sub-21 | Total             | Total             | —          | —          | —      | —      | —       | —       | —                     | —                     | 4      | 0      | 4     | 0     |
| Aston Villa        | 2020–21           | Premier League    | 2          | 0          | 0      | 0      | 0       | 0       | —                     | —                     | —      | —      | 2     | 0     |
| Aston Villa        | 2021–22           | Premier League    | 11         | 0          | 0      | 0      | 2       | 0       | —                     | —                     | —      | —      | 13    | 0     |
| Aston Villa        | Total             | Total             | 13         | 0          | 0      | 0      | 2       | 0       | —                     | —                     | —      | —      | 15    | 0     |
| Chelsea            | 2022–23           | Premier League    | 14         | 0          | 1      | 0      | 0       | 0       | 0                     | 0                     | 0      | 0      | 15    | 0     |
| Total de Carreira  | Total de Carreira | Total de Carreira | 27         | 0          | 1      | 0      | 2       | 0       | 0                     | 0                     | 4      | 0      | 34    | 0     |

1. 1 2  Jogos no EFL Trophy

## Títulos
Aston Villa Sub-18
- FA Youth Cup: 2020–21

Chelsea
- Liga Conferência da UEFA: 2024–25[27]

Inglaterra Sub-19
- Euro Sub-19: 2022

Individual
- Equipa do Torneio do Euro Sub-19: 2022